# Звонкие переднеязычные взрывные согласные
Звонкие переднеязычные взрывные согласные — согласные, обозначаемые международном фонетическом алфавите символом ⟨d⟩. По месту образования различают такие разновидности звонких переднеязычных взрывных согласных, как зубной, зубно-альвеолярный, альвеолярный и постальвеолярный. Два из них обозначаются символами с подстрочной диакритикой: зубной — ⟨d̪⟩, постальвеолярный — ⟨d̠⟩.
Звонкие переднеязычные взрывные согласные выделяется следующими характеристиками:
- место образования:
  - зубной;
  - зубно-альвеолярный;
  - альвеолярный;
  - постальвеолярный
- Способ артикуляции: взрывной
- Шумный, звонкий
- Пульмонический согласный